# Małgorzata z Brzegu
Małgorzata z Brzegu (ur. około 1342/1343 – zm. 26 lutego 1386), księżniczka brzeska z dynastii Piastów, po mężu księżna Dolnej Bawarii na Straubing (Niederbayern-Straubing).
Małgorzata była najstarszym dzieckiem księcia brzeskiego Ludwika I (ur. między 1313-1321 – zm. grudzień 1398) oraz księżniczki żagańskiej Agnieszki (ur. między 1312-1321 – zm. 6 lub 7 lipca 1362). Oboje jej rodzice należeli do rodu Piastów.
Dziadkami Małgorzaty byli:
- ze strony ojca: książę legnicko-wrocławski Bolesław III Rozrzutny (syn księcia legnickiego i wrocławskiego Henryka V Brzuchatego i księżniczki kaliskiej Elżbiety Piastówny) oraz Małgorzata czeska z dynastii Przemyślidów (córka króla Czech Wacława II i Guty Habsburżanki)[3];
- ze strony matki: książę żagański Henryk II Wierny (syn księcia głogowskiego Henryka III i Matyldy brunszwickiej) oraz Matylda brandenburska (córka margrabiego brandenburskiego Hermana III Długiego i Anny Habsburżanki)[4].

Rodzeństwem Małgorzaty byli:
- Henryk z Blizną (ur. ok. 1344-1345 – zm. 11 lipca 1399), książę brzesko-oławski,
- Wacław (ur. ok. 1344/1350 – zm. 1358/1360),
- Jadwiga (ur. ok. 1344/1350 – zm. 30 stycznia po 1385), żona Jana II, księcia oświęcimskiego,
- Katarzyna (ur. ok. 1346 – zm. między 10 kwietnia 1404 a 4 października 1405), od 1358 mniszka, a od 1372 opatka w klasztorze trzebnickim.

Małgorzata wychowywała się w Pradze na dworze cesarza Karola IV Luksemburskiego. Dążąc do pojednania z Wittelsbachami, rywalami do władzy w Niemczech, w końcu lipca 1353 Karol wydał dziewczynkę za mąż za Albrechta Wittelsbacha (ur. 25 lipca 1336 w Monachium – zm. 12 grudnia 1404 w Hadze), jednego z młodszych synów nieżyjącego już wówczas cesarza Ludwika IV Wittelsbacha i jego drugiej żony Małgorzaty z dynastii Avesnes. Umowa ślubna Piastówny podpisana została 19 lipca 1353, a cesarz Karol IV ofiarował księżniczce brzeskiej 30 000 florenów posagu. Suma ta została przez Albrechta zabezpieczona na dobrach Deckendorf.
Ojciec Albrechta był nie tylko cesarzem, ale również księciem Bawarii; natomiast matka wniosła domowi Wittelsbachów hrabstwa Holandii, Zelandii i Hainaut w Niderlandach. Mimo to Albrecht, posiadający wielu braci z dwóch małżeństw ojca, musiał dzielić się z nimi władzą w Bawarii – w 1349 Stefanowi II, Wilhelmowi i Albrechtowi wydzielono Dolną Bawarię. W 1353 Albrecht objął rządy (nadal niesamodzielnie, lecz z bratem Wilhelmem), jedynie w niedużej części Dolnej Bawarii z ośrodkiem w Straubing nad Dunajem. Dopiero w 1389, po śmierci Wilhelma, Albrecht został hrabią Holandii, Zelandii I Hainaut.
Małżeństwo Małgorzaty brzeskiej i Albrechta Wittelsbacha doczekało się siedmiorga dzieci (trzech synów i czterech córek) – byli to:
1. Katarzyna (1360?-1402), żona Wilhelma VII (III), hrabiego Geldrii i Jűlichu.
2. Joanna (1362-1386), od 1370 żona Wacława IV Luksemburczyka, króla Czech i Niemiec od 1378
3. Małgorzata (1363-1423) od 1385 żona księcia Burgundii Jana Bez Trwogi (zamordowanego w 1419),
4. Wilhelm VI (II) (1365-1417), hrabia Holandii, Zelandii i Hainaut
5. Albrecht II (1369-1397), dziedzic ojcowskiego księstwa Bayern-Straubing,
6. Jan III (1374-1425), w latach 1390–1417 biskup Lűttich, następnie hrabia Holandii, żonaty  z Elżbietą, córką Jana Luksemburczyka ze Zgorzelca.
7. Joanna Zofia (1377-1410), od 1395 żona arcyksięcia austriackiego Albrechta IV Habsburga.

Małgorzata brzeska zmarła 26 lutego 1386 w Hadze i spoczęła w tamtejszej kaplicy dworskiej. W latach 1387–1389 mąż ufundował nagrobek z całopostaciowym przedstawieniem zmarłej, który jednak nie zachował się do dziś. 
Po śmierci Małgorzaty brzeskiej Albrecht poślubił Małgorzatę, córkę Adolfa III von dem Mark, hrabiego Kliwii; małżeństwo to pozostało bezdzietne.
Niewykluczone, że dzięki małżeństwu Małgorzaty z Albrechtem księstwo brzeskie jej ojca nawiązało z Niderlandami ściślejsze kontakty, które mogły ożywić umysłowe życie nie tylko dworu książęcego w Brzegu, a także samego miasta. 
Potomkami Małgorzaty brzeskiej w prostej linii byli między innymi:
- Elżbieta Rakuszanka, żona Kazimierza Jagiellończyka, oraz jej synowie: Władysław Jagiellończyk, król Czech i Węgier, Święty Kazimierz, a także królowie Polski: Jan Olbracht, Aleksander Jagiellończyk i Zygmunt Stary;
- książęta Burgundii: Filip Dobry i Karol Zuchwały;
- poprzez Marię Burgundzką, córkę Karola Zuchwałego, wszyscy Habsburgowie, poczynając od Filipa Pięknego oraz jego synów cesarza Karola V i cesarza Ferdynanda I.